# Phạm Công Nguyên
Phạm Công Nguyên (sinh năm 1975), là một tướng lĩnh Công an nhân dân Việt Nam, hàm Thiếu tướng. Ông hiện giữ chức vụ Cục trưởng Cục Pháp chế và cải cách hành chính, tư pháp, Bộ Công an (Việt Nam).

## Lịch sử thụ phong cấp bậc hàm
| Năm thụ phong | 2021        |
| ------------- | ----------- |
| Quân hàm      |             |
| Cấp bậc       | Thiếu tướng |